# Zsidó Jövő Könyvtár
Zsidó Jövő Könyvtár – a Zsidó Jövő kiadásában megjelent sorozat 1935-1936-ban.

## Kötetei
- A Frischmann Henrik összeállította Zsidó antológia, a legszebb zsidó elbeszélések gyűjteménye (Szatmárnémeti, 1936);
- Mészáros Fleischer Zsigmondnak Az ötödik fiú c., az előzőnél korábban megjelent s már a lap 1934. októberi számában közölt ifjúsági regénye (Szatmárnémeti, 1935).

A folyóiratban utalás történik arra, hogy Frischmann Dezső Anyám c. műve is ebben a sorozatban jelent volna meg.